# Święty Serwacy
Święty Serwacy (zm. 384 w Maastricht) – biskup, święty katolicki, jeden z trzech zimnych ogrodników.

## Życiorys
Serwacy jest pierwszym biskupem Belgii, o którym nie ma wiarygodnych informacji. Jego imię wskazuje na pochodzenie z Europy Wschodniej lub z Armenii. Już przed 345 r. został biskupem Tongeren w Niderlandach w zachodniej części Cesarstwa Rzymskiego (obecnie Diecezja Liège). Jako biskup należał do przeciwników arianizmu. Wyróżniał się jako obrońca ortodoksyjnej wiary w Trójcę Świętą na synodzie w Rimini w roku 359. Gościł u siebie św. Atanazego, podczas gdy ten przebywał na jednym ze swych wygnań, w czasie soboru w Kolonii w 346 świadczył przeciwko biskupowi Kolonii mówiąc, że biskup "zaprzecza bóstwu Jezusa Chrystusa. Zdarzyło się to nawet w obecności Atanazego, biskupa Aleksandrii". W 359 r. brał czynny udział w synodzie w Rimini, na którym poparto uchwały Soboru Nicejskiego I potępiające błędy Ariusza. Ufundował i poświęcił dwa kościoły ku czci Matki Bożej w Maastricht i w Tongeren. Wiele podróżował, był m.in. dwa razy w Rzymie (366 i 384).
Próbował pogodzić Konstancjusza z Magnencjuszem lecz bez skutku. Odbył pielgrzymkę do Rzymu, skąd wrócił przekonany, że Tongres wpadnie w ręce Hunów (najazd Hunów miał miejsce w połowie V wieku). Przeniósł wszystkie relikwie kościelne do Maastricht, gdzie później zmarł. Za datę jego śmierci przyjmuje się 13 maja 384, nie jest jednak pewna. W Tongres nie było później biskupa przez sto lat.

## Kult

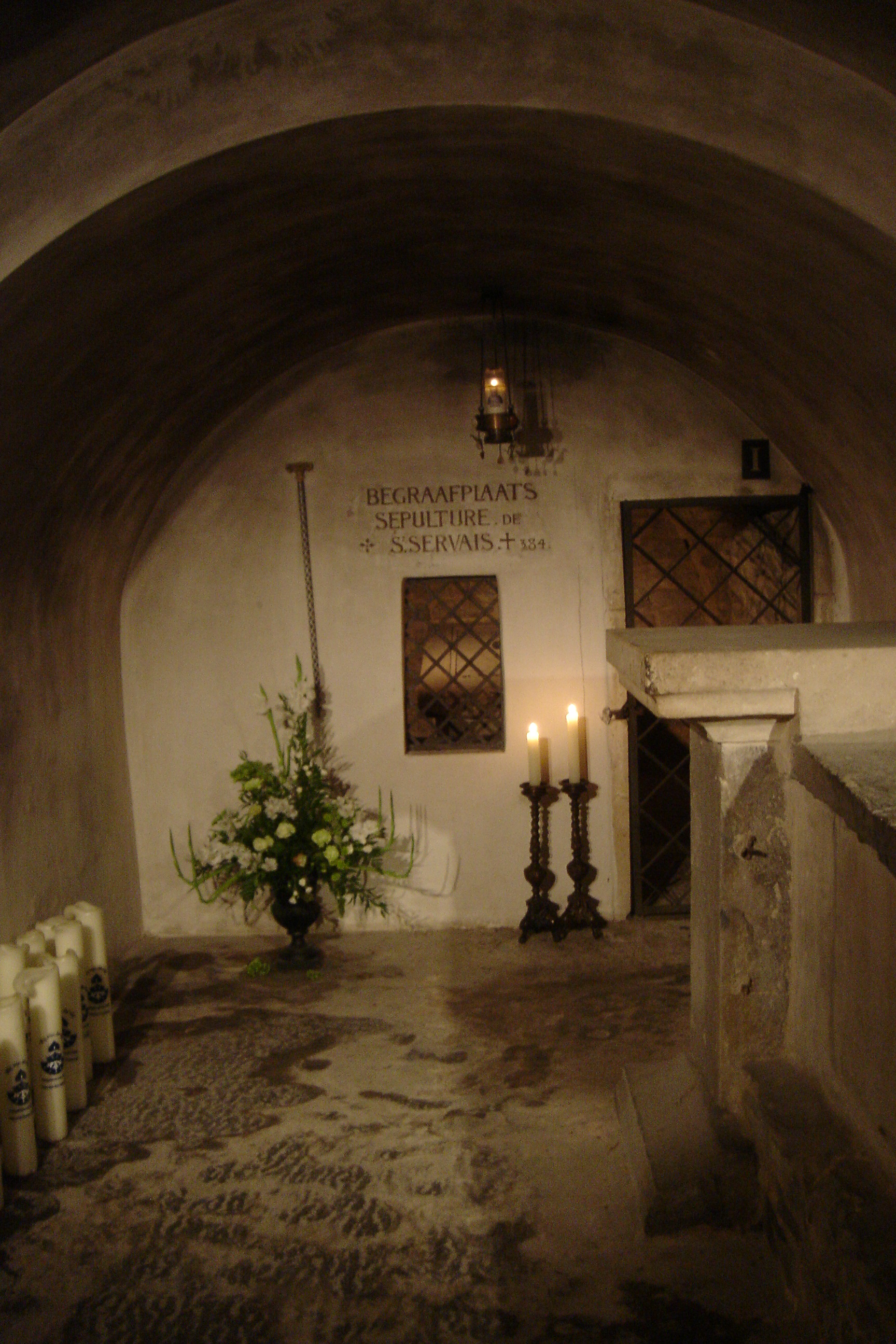
Krypta z grobem św. Serwacego w Maastricht

W Polsce święty jest znany głównie jako jeden z trzech zimnych ogrodników.
Jego wspomnienie liturgiczne w Kościele katolickim obchodzone jest 13 maja.
Relikwie
Na grobie Serwacego wystawiono najpierw kaplicę, następnie kościół, który zniszczyli Normanowie w 881 roku (odbudowano go w 1039). W osobnym relikwiarzu-hermie przechowywana jest czaszka świętego. Kiedyś do jego grobu przybywało wielu pielgrzymów wśród nich byli cesarze: Karol Wielki, Henryk III.
W 1496 przybyło 142 000 pątników.
Patronat
Jest patronem stolarzy i uprawiających winorośl, urodzajów, miał chronić przed przymrozkami, a także gorączką (febrą) i reumatyzmem.
Ikonografia
W ikonografii św. Serwacy przedstawiany jest w biskupich szatach pontyfikalnych. Czasami razem ze św. Piotrem, który według legendy podaje mu srebrny klucz do bram nieba.
Atrybutami są chodaki i smok.

## Przysłowia ludowe
1. Pankracy, Serwacy, Bonifacy – źli na ogrody chłopacy.
2. Gdy w maju dobry Serwacy, dobry w czerwcu Bonifacy[2].
3. Jak się rozsierdzi Serwacy, to wszystko zmrozi i przeinaczy.